# Snatchaway/Diver's High
「Snatchaway/Diver's High」（スナッチャウエイ/ダイバーズハイ）は、SKY-HIの10枚目のシングルである。2018年6月27日発売。発売元はavex trax。

## 概要
前作「Silly Game」からおよそ1年ぶりとなるシングル。
CDの発売前である2018年6月22日に「Snatchaway / Diver's High - Special Edition –」として先行で配信された。
CDのジャケットでは「Snatchaway」と「Diver's high」の世界観を同時に表現しており、実際にこれら2曲のプロモーションビデオでも着用したものである。

## 収録曲
1. Snatchaway [3:04]
  - 作詞：SKY-HI 作曲：SKY-HI, Koichi Tsutaya 編曲：Koichi Tsutaya

　蔦谷好位置をプロデューサーに迎えた。ライブでのバンドメンバーTHE SUPER FLYERSも制作に参加している。
　バンダイナムコエンターテインメントから発売のゲーム『New ガンダムブレイカー』のテーマソング。発売後にはフジテレビ系情報番組「めざましテレビ」の「日本つながるプロジェクト」の第3弾となる応援ソングに起用された。ライブのステージ上でダンサーやバンドメンバーといる時に感じる無敵感を3分間にまとめた楽曲である[5]。
PVは初めてダンスを主体としたものとなっており、ライブでバックダンサーを務めるダンスグループ、BFQも出演している[6]。
2. Diver's High [3:36]
  - 作詞・作曲：SKY-HI 編曲：Seiji Kameda

　亀田誠治をプロデューサーに迎え、斎藤宏介(UNISON SQUARE GARDEN)がコーラスとギターを担当。斎藤はPVにも出演している。
　テレビ東京系6局ネットで放送のTVアニメ『ガンダムビルドダイバーズ』のオープニングテーマ[7]。
タイアップの話を貰い、亀田に制作の話をし2017年の11月末から制作を開始したが、ガンダムサイドからサウンドに関し、ロックテイストやエレキギターの音があった方がいいという提示があり、アニメソングに造詣が深くなかったこともありSKY-HIは年が変わり1ミクロンしかできず、UNISON SQUARE GARDENの斎藤に相談し、その経緯から斎藤も参加に至った。斎藤に相談をした2日後の1月5日に亀田のスタジオで顔を合わせている。歌詞はアニメに寄せて書かれた[8]。
CD発売前の2018年4月13日に配信でリリースされた[9][10][11]。
アルバム『JAPRISON』にはボーナストラックとして別バージョンが収録された。
3. Radio Marble Vol. 02 -前編- [8:17]
全国ツアー「SKY-HI TOUR 2018-Marble the World-」の開演前に場内で放送されたSKY-HI本人監修の架空ラジオ番組「Radio Marble」の第2弾である[4]。前編と後編に分かれており、後編は5曲目に収録。
4. So What?? feat. KENSUKE a.k.a. KEN THE 研究丸 [3:23]
  - 作詞・作曲・編曲：SKY-HI

SKY-HIによるセルフプロデュース曲。自身のスタジオ「THE LAB -OVERTURE-」で制作された[4]。「Snatchaway」と「Diver's High」がプロデューサーに寄せた書下ろしの楽曲であったため、カップリングで自分の本質部分を出したいということから収録された。楽曲のテーマは年齢や経験、肩書きなどが増えていくが、「だからどうした?」という内容となっている。ズブの新人にラップをしてもららいたいということから2バース目には新人のラッパーを起用。尚、参加しているKENSUKE a.k.a. KEN THE 研究丸はSKY-HIのライブでバックダンサーを務めるBFQのメンバーで、THE SUPER FLYERSの一員のKENSUKEである[8]。1つ前のトラックに収録されている「Radio Marble Vol. 02 -前編-」から流れが続いており、KENSUKEのバース前にラジオのパーソナリティーが割ってコメントが入っている。
2018年8月20日に配信されたミニ・アルバム『FREE TOKYO』のiTunes / Apple Music, Spotifyの限定ボーナストラックに、eillとKEN THE 390を客演に迎えたリミックス音源である「So What?? -Remix- feat. eill & KEN THE 390」が収録されている[12]。
5. Radio Marble Vol. 02 -後編- [2:53]
6. Snatchaway (acappella) [2:59]
7. Diver's High (acappella) [3:14]
8. So What?? feat. KENSUKE a.k.a. KEN THE 研究丸 (acappella) [3:14]
9. Snatchaway (instrumental) [3:04]
10. Diver's High (instrumental) [3:36]
11. So What?? feat. KENSUKE a.k.a. KEN THE 研究丸 (instrumental) [3:24]

## タイアップ
| 曲名         | タイアップ                                                                  |
| ------------ | --------------------------------------------------------------------------- |
| Snatchaway   | ゲーム『New ガンダムブレイカー』テーマソング                                |
| Snatchaway   | フジテレビ系「めざましテレビ」「日本つながるプロジェクト」テーマソング第3弾 |
| Diver's High | TVアニメ『ガンダムビルドダイバーズ』オープニングテーマ                      |

## プロモーション
2018年6月24日、タイアップのガンダムにちなみ、ユニコーンガンダムの立像があるダイバーシティ東京 プラザのフェスティバル広場にてリリース記念ミニライブを行った。